# Spaniocentra lobata
Spaniocentra lobata är en fjärilsart som beskrevs av Holloway 1982. Spaniocentra lobata ingår i släktet Spaniocentra och familjen mätare. Inga underarter finns listade i Catalogue of Life.